# TJ Orli Lanškroun
TJ Orli Lanškroun (celým názvem: Tělovýchovná jednota Orli Lanškroun) je český klub ledního hokeje, který sídlí v Lanškrounu v Pardubickém kraji. Od sezóny 2021/22 působí v Královéhradecké a Pardubické krajské lize, české 4. nejvyšší soutěži ledního hokeje. Klubové barvy jsou černá, červená a bílá.
Své domácí zápasy odehrává ve Sportovní Hale B. Modrého s kapacitou 653 diváků.
Největšími úspěchy v historii klubu jsou vítězství v Pardubickém krajském přeboru v sezoně 2007/08 a Pardubické krajské soutěži v sezoně 2009/10.

## Historie
Lanškrounští hráči v prvních letech po druhé světové válce nejprve hráli za Dolní Čermnou, která již měla tým v oficiálních soutěžích. To, že za Dolní Čermnou hrálo hned sedm lanškrounských hráčů, poté vedlo k založení prvního lanškrounského týmu pro sezonu 1950/51.
Na podzim 1950 bylo svépomocí vybudováno první kluziště, na kterém, kvůli nevyhovujícím rozměrům, ovšem nebylo možné hrát oficiální zápasy. Z tohoto důvodu tehdy mezi zaměstnanci Tesly proběhla sbírka, jejíž výtěžek byl použit na cestovné v první sezóně. Lanškroun tak hrál domácí zápasy na hřišti v Dolní Čermné.
Dle historických materiálů odehrál klub, tehdy pod jménem Tesla Spartak Lanškroun, své historicky první utkání 1. února 1951 proti Dolní Čermé - výsledek znám není. Dalšími soupeři, kteří s lanškrounským klubem odehráli přípravná utkání, byli účastníci tehdejší krajské soutěže II. třídy Sokol Lhotka a Spartak Polička.
V sezoně 1951/52 byla Tesla již účastníkem okresního přeboru. Kvůli nevyhovujícím rozměrům stávajícího kluziště začala v létě 1952 výstavba nového. To bylo dokončeno o rok později, tedy v létě 1953. Již na novém kluzišti se hokejisté lanškrounské Tesly (díky přenechání licence) v sezoně 1954/55 účastnili krajské soutěže II. třídy, ve které ale nezískali ani bod a sestoupili zpět do okresního přeboru. Po sezoně 1957/58 do Lanškrouna zavítala k přátelskému utkání druholigová Dukla Litoměřice. Po sezoně 1958/59, která znamenala postup do krajské I. B třídy, odehrál Lanškroun přátelské utkání proti Rudé Hvězdě Brno.
V sezonách 1963/64 a 1964/65 muži ovládli okresní přebor a v sezoně 1965/66 se již účastnili krajské soutěže I. třídy. Po reorganizaci soutěží se muži v sezoně 1967/68 účastnili krajské soutěže II. třídy. Tu v sezoně 1970/71, se 14 body, vyhráli a postoupili do skupiny B krajského přeboru. Z toho ale, hned po jedné sezoně, opět sestoupili do krajské soutěže II. třídy. K velkému překvapení všech v sezoně 1972/73 muži sestoupili i z této soutěže, což znamenalo jediné - návrat do okresního přeboru. Do krajské soutěže se Lanškroun vrátil až v sezoně 1986/87.
Po další reorganizaci soutěží hráli muži v sezoně 1991/92 skupinu C regionální soutěže, ze které o sezonu později sestoupili do okresního přeboru. V sezoně 1995/96 padl lanškrounský hokej na dno, jelikož zde neexistovalo žádné žákovské, ani dorostenecké, družstvo a muži v okresním přeboru obsadili poslední místo.
Po několika letech ve druhé polovině okresního přeboru nastal zlomový okamžik pro celý lanškrounský hokej. V červenci 2004 začala výstavba nového zimního stadionu. Sportovní Hala B. Modrého, jež dodnes nese jméno dvojnásobného mistra světa v ledním hokeji z let 1947 a 1949, desetinásobného mistra republiky s LTC Praha a oběti procesu s československými hokejisty z roku 1950, Bohumila Modrého, byla slavnostně otevřena 27. ledna 2005.
Do krajské soutěže se lanškrounský tým vrátil v sezoně 2007/08, kdy pod jménem TJ Orli Lanškroun nejprve zakončil základní část na 4. místě a následně v Play - Off (SF proti Poličce: 5:4, 3:6 a 1:0p; Finále proti Skutči: 8:7 a 5:4) ovládl celý krajský přebor. Tuto soutěž Orli následně opanovali i v sezoně 2009/10, kdy ve finále porazili Poličku 2:1 na zápasy. V sezoně 2011/12 si klub připsal další trofej, když získal Pohár Vladimíra Martince pro vítěze Nadstavby B krajské ligy. V sezoně 2015/16 získali muži Pohár předsedy VV KSLH pro vítěze nadstavby hrané týmy ze 3. - 7. místa po základní části krajské soutěže.

## Historické názvy
- 1951 – Tesla Spartak Lanškroun
- 1957 – Tatran Lanškroun
- 1959 – TJ Lanškroun
- 2007 – TJ Orli Lanškroun

## Přehled ligové účasti
Stručný přehled
Zdroj:
- 1951 – 1954: Okresní přebor
- 1954 – 1955: Krajská II. třída
- 1955 – 1965: Okresní přebor
- 1965 – 1967: Krajská I. třída
- 1967 – 1971: Krajská II. třída (5. ligová úroveň v Československu)
- 1971 – 1972: Krajský přebor, skupina B (4. ligová úroveň v Československu)
- 1972 – 1973: Krajská II. třída (5. ligová úroveň v Československu)
- 1974 – 1975: Krajská II. třída (5. ligová úroveň v Československu)
- 1976 – 1982: Okresní přebor II. třídy
- 1983 – 1985: Okresní přebor, skupina B
- 1985 – 1986: Okresní přebor, skupina Jih
- 1986 – 1991: Krajská soutěž (5. ligová úroveň v Československu)
- 1991 – 1993: Regionální soutěž, skupina C
- 1993 – 1999: Okresní přebor
- 1999 – 2000: Okresní přebor II. třídy
- 2000 – 2007: Okresní přebor
- 2007 – 2009: Pardubický krajský přebor (5. ligová úroveň v České republice)
- 2009 – 2011: Pardubická krajská soutěž (5. ligová úroveň v České republice)
- 2011 – 2012: Pardubická krajská liga (4. ligová úroveň v České republice)
- 2012 – 2013: Pardubická krajská liga, skupina Východ (4. ligová úroveň v České republice)
- 2013 – 2014: Pardubická krajská liga (4. ligová úroveň v České republice)
- 2014 – 2018: Královéhradecká krajská soutěž (5. ligová úroveň v České republice)
- 2018 – 2021: Pardubická krajská liga (4. ligová úroveň v České republice)
- 2021 – 2023: Krajská liga Královéhradeckého a Pardubického kraje, skupina P (4. ligová úroveň v České republice)
- 2023 – současnost: Krajská liga Královéhradeckého a Pardubického kraje (4. ligová úroveň v České republice)

Jednotlivé ročníky
Zdroj:
Legenda: ZČ - základní část, Druhá část sezony - výsledek v Play - Off, nadstavbě, nebo v kvalifikaci do vyšší soutěže, červené podbarvení - sestup, zelené podbarvení - postup, fialové podbarvení - reorganizace, změna skupiny či soutěže
| Československo (1951 – 1993) |                                     |           |           |                                       |                         |
| Sezóny                       | Soutěž                              | Úroveň    | ZČ        | Druhá část sezony                     | Poznámky                |
| 1951/52                      | Okresní přebor                      | ?.        | ?.        | x                                     |                         |
| 1952/53                      | Okresní přebor                      | ?.        | ?.        | x                                     |                         |
| 1953/54                      | Okresní přebor                      | ?.        | ?.        | x                                     | Přenechání postupu      |
| 1954/55                      | Krajská II. třída                   | ?.        | 5. místo  | x                                     |                         |
| 1955/56                      | Okresní přebor                      | ?.        | ?.        | x                                     |                         |
| 1956/57                      | Okresní přebor                      | ?.        | 1. místo  | x                                     |                         |
| 1957/58                      | Okresní přebor                      | ?.        | 4. misto  | x                                     |                         |
| 1958/59                      | Okresní přebor                      | ?.        | 6. místo  | x                                     |                         |
| 1959/60                      | Okresní přebor                      | ?.        | ?.        | x                                     |                         |
| 1960/61                      | Okresní přebor                      | ?.        | 3. místo  | x                                     |                         |
| 1961/62                      | Okresní přebor                      | ?.        | 3. místo  | x                                     |                         |
| 1962/63                      | Okresní přebor                      | ?.        | 3. místo  | x                                     |                         |
| 1963/64                      | Okresní přebor                      | ?.        | 1. místo  | x                                     |                         |
| 1964/65                      | Okresní přebor                      | ?.        | 1. místo  | Úspěšná kvalifikace                   |                         |
| 1965/66                      | Krajská soutěž I. třídy             | ?.        | 4. misto  | x                                     |                         |
| 1966/67                      | Krajská soutěž I. třídy, sk. C      | ?.        | 4. misto  | x                                     | Reorganizace            |
| 1967/68                      | Krajská soutěž II. třídy            | 5. úroveň | 5. místo  | x                                     |                         |
| 1968/69                      | Krajská soutěž II. třídy            | 5. úroveň | 6. místo  | x                                     |                         |
| 1969/70                      | Krajská soutěž II. třídy            | 5. úroveň | 3. místo  | x                                     |                         |
| 1970/71                      | Krajská soutěž II. třídy            | 5. úroveň | 1. místo  | Úspěšná kvalifikace                   |                         |
| 1971/72                      | Krajský přebor, sk. B               | 4. úroveň | 6. místo  | x                                     |                         |
| 1972/73                      | Krajská soutěž II. třídy            | 5. úroveň | 6. místo  | x                                     |                         |
| 1973/74                      | NEHRÁLO SE                          | x         | x         | x                                     |                         |
| 1974/75                      | Krajská soutěž II. třídy            | 5. úroveň | 6. místo  | x                                     |                         |
| 1975/76                      | MUŽI NEPŘIHLÁŠENI                   | x         | x         | x                                     |                         |
| 1976/77                      | Okresní přebor II. třídy            | ?.        | 3. místo  | x                                     |                         |
| 1977/78                      | Okresní přebor II. třídy            | ?.        | 2. místo  | x                                     |                         |
| 1978/79                      | Okresní přebor II. třídy            | ?.        | 2. místo  | x                                     |                         |
| 1979/80                      | Okresní přebor II. třídy            | ?.        | 1. místo  | x                                     |                         |
| 1980/81                      | Okresní přebor II. třídy            | ?.        | 2. místo  | x                                     |                         |
| 1981/82                      | Okresní přebor II. třídy            | ?.        | 1. místo  | x                                     |                         |
| 1982/83                      | NEHRÁLO SE                          | x         | x         | x                                     | Reorganizace            |
| 1983/84                      | Okresní přebor, sk. B               | ?.        | 2. místo  | x                                     |                         |
| 1984/85                      | Okresní přebor, sk. B               | ?.        | 3. místo  | x                                     |                         |
| 1985/86                      | Okresní přebor, sk. Jih             | ?.        | 1. místo  | Úspěšná kvalifikace                   | Přenechání postupu      |
| 1986/87                      | Krajská soutěž                      | 5. úroveň | 10. místo | x                                     |                         |
| 1987/88                      | Krajská soutěž                      | 5. úroveň | 9. místo  | x                                     |                         |
| 1988/89                      | Krajská soutěž                      | 5. úroveň | 10. místo | x                                     |                         |
| 1989/90                      | Krajská soutěž                      | 5. úroveň | 10. místo | x                                     |                         |
| 1990/91                      | Krajská soutěž                      | 5. úroveň | 8. místo  | x                                     | Reorganizace            |
| 1991/92                      | Regionální soutěž, sk. C            | ?.        | 6. místo  | x                                     |                         |
| 1992/93                      | Regionální soutěž, sk. C            | ?.        | 8. místo  | x                                     |                         |
| Česko (1993 –)               |                                     |           |           |                                       |                         |
| Sezóny                       | Soutěž                              | Úroveň    | ZČ        | Druhá část sezony                     | Poznámky                |
| 1993/94                      | Okresní přebor                      | ?.        | 6. místo  | x                                     |                         |
| 1994/95                      | Okresní přebor                      | ?.        | 6. místo  | x                                     |                         |
| 1995/96                      | Okresní přebor                      | ?.        | 10. místo | x                                     |                         |
| 1996/97                      | Okresní přebor                      | ?.        | 5. místo  | x                                     |                         |
| 1997/98                      | Okresní přebor                      | ?.        | 10. místo | x                                     |                         |
| 1998/99                      | Okresní přebor                      | ?.        | 9. místo  | x                                     | Reorganizace            |
| 1999/00                      | Okresní přebor II. třídy            | ?.        | 1. místo  | x                                     |                         |
| 2000/01                      | Okresní přebor                      | ?.        | 9. místo  | x                                     |                         |
| 2001/02                      | Okresní přebor                      | ?.        | 11. místo | x                                     |                         |
| 2002/03                      | Okresní přebor                      | ?.        | 6. místo  | x                                     |                         |
| 2003/04                      | Okresní přebor                      | ?.        | 9. místo  | x                                     |                         |
| 2004/05                      | Okresní přebor                      | ?.        | 5. místo  | x                                     |                         |
| 2005/06                      | Okresní přebor                      | ?.        | 5. místo  | x                                     |                         |
| 2006/07                      | Okresní přebor                      | ?.        | 2. místo  | x                                     | Reorganizace            |
| 2007/08                      | Pardubický krajský přebor           | 5. úroveň | 4. místo  | Vítěz                                 |                         |
| 2008/09                      | Pardubický krajský přebor           | 5. úroveň | 6. místo  | Prohra v zápase o 3. místo            | Reorganizace            |
| 2009/10                      | Pardubická krajská soutěž           | 5. úroveň | 3. místo  | Vítěz                                 |                         |
| 2010/11                      | Pardubická krajská soutěž           | 5. úroveň | 2. místo  | Prohra ve finále                      | Reorganizace            |
| 2011/12                      | Pardubická krajská liga             | 4. úroveň | 9. místo  | Vítěz poháru Vladimíra Martince       | Reorganizace            |
| 2012/13                      | Pardubická krajská liga, sk. Východ | 4. úroveň | 3. místo  | O pohár Vladimíra Martince (3. místo) | Reorganizace            |
| 2013/14                      | Pardubická krajská liga             | 4. úroveň | 12. místo | O pohár Vladimíra Martince (3. místo) | Přechod do jiného kraje |
| 2014/15                      | Královéhradecká krajská soutěž      | 5. úroveň | 4. místo  | O pohár předsedy VV KSLH (2. místo)   |                         |
| 2015/16                      | Královéhradecká krajská soutěž      | 5. úroveň | 3. místo  | Vítěz poháru předsedy VV ČSLH         |                         |
| 2016/17                      | Královéhradecká krajská soutěž      | 5. úroveň | 4. místo  | O pohár předsedy VV KSLH (2. místo)   |                         |
| 2017/18                      | Královéhradecká krajská soutěž      | 5. úroveň | 3. místo  | O pohár předsedy VV KSLH (2. místo)   | Přechod do jiného kraje |
| 2018/19                      | Pardubická krajská liga             | 4. úroveň | 9. místo  | Nadstavba 7. - 10. (4. místo)         |                         |
| 2019/20                      | Pardubická krajská liga             | 4. úroveň | 9. místo  | Sezona nedohrána kvůli Covid-19       |                         |
| 2020/21                      | Pardubická krajská liga             | 4. úroveň | 10. místo | Sezona nedohrána kvůli Covid-19       | Reorganizace            |
| 2021/22                      | Krajská liga KH a P kraje, sk. P    | 4. úroveň | 8. místo  | Nadstavba, sk. B (4. místo)           |                         |
| 2022/23                      | Krajská liga KH a P kraje, sk. P    | 4. úroveň | 7. místo  | O pohár Vladimíra Martince (2. místo) | Reorganizace            |
| 2023/24                      | Krajská liga KH a P kraje           | 4. úroveň | 10. místo | Vítězství v sérii o 9. místo          |                         |
| 2024/25                      | Krajská liga KH a P kraje           | 4. úroveň |           |                                       |                         |